# Globo d'oro al miglior attore
Il Globo d'oro al miglior attore è un premio assegnato ogni anno al miglior attore italiano.

## Albo d'oro

### Anni 1960
- 1966: Totò - Uccellacci e uccellini
- 1968: Gian Maria Volonté - A ciascuno il suo, Banditi a Milano e I sette fratelli Cervi
- 1969: Alberto Sordi - Il medico della mutua

### Anni 1970
- 1970: Gian Maria Volonté - Indagine su un cittadino al di sopra di ogni sospetto
- 1971: Ugo Tognazzi - La Califfa
- 1972: Gian Maria Volonté - La classe operaia va in paradiso
- 1973: Giancarlo Giannini - Sono stato io!
- 1974: Vittorio Gassman - C'eravamo tanto amati
- 1976: Marcello Mastroianni - La donna della domenica, Per le antiche scale e Todo modo
- 1978: Marcello Mastroianni - Una giornata particolare

### Anni 1980
- 1981: Alberto Sordi - Io e Caterina
- 1982: Alberto Sordi - Il marchese del Grillo
- 1983: Nino Manfredi - Spaghetti House e Testa o croce
- 1984: Marcello Mastroianni - Enrico IV
- 1985: Michele Placido - Pizza connection
- 1986: Marcello Mastroianni - Ginger e Fred e Maccheroni
- 1987: Gian Maria Volonté - Il caso Moro
- 1988: Nino Manfredi - Secondo Ponzio Pilato
- 1989: Giancarlo Giannini - 'o Re

### Anni 1990
- 1990: Gian Maria Volonté – Porte aperte
- 1991
  - Marcello Mastroianni – Verso sera
  - Fabrizio Bentivoglio – Americano rosso
  - Carlo Delle Piane – Condominio
- 1992
  - Carlo Verdone – Maledetto il giorno che t'ho incontrato
  - Massimo Troisi – Pensavo fosse amore... invece era un calesse
  - Enrico Lo Verso – Il ladro di bambini
- 1993
  - Sergio Castellitto – Il grande cocomero
  - Manuel Colao – La corsa dell'innocente
  - Maurizio Nichetti – Stefano Quantestorie
- 1994
  - Silvio Orlando – Sud
  - Paolo Villaggio – Il segreto del bosco vecchio
  - Nanni Moretti – Caro diario
- 1995
  - Roberto Benigni – Il mostro
  - Kim Rossi Stuart – Cuore cattivo
  - Silvio Orlando – La scuola
- 1996
  - Alessandro Haber – Cervellini fritti impanati
  - Alessandro Benvenuti – Ivo il tardivo
  - Paolo Rossi – Silenzio si nasce
- 1997
  - Leonardo Pieraccioni – Il ciclone
  - Massimo Ghini – Il carniere
  - Giancarlo Giannini – La frontiera
  - Sergio Castellitto – Hotel Paura
  - Fabrizio Bentivoglio – Testimone a rischio
- 1998: Roberto Benigni –  La vita è bella
- 1999: Giancarlo Giannini – Milonga

### Anni 2000
- 2000
  - Leo Gullotta – Un uomo perbene
  - Gianni Cavina – La via degli angeli
  - Sergio Castellitto – Libero Burro
- 2001
  - Stefano Accorsi – Le fate ignoranti
  - Diego Abatantuono – Concorrenza sleale
  - Roberto Herlitzka – L'ultima lezione
  - Luigi Lo Cascio – I cento passi
- 2002
  - Sergio Castellitto – L'ora di religione
  - Luigi Lo Cascio – Il più bel giorno della mia vita
  - Silvio Orlando – Il consiglio d'Egitto
- 2003
  - Filippo Nigro – La finestra di fronte
  - Giorgio Albertazzi – L'avvocato De Gregorio
  - Fabrizio Bentivoglio – Ricordati di me
  - Ernesto Mahieux – L'imbalsamatore
- 2004
  - Carlo Verdone – L'amore è eterno finché dura
  - Luigi Lo Cascio – La meglio gioventù
  - Sergio Castellitto – Non ti muovere
- 2005
  - Kim Rossi Stuart – Le chiavi di casa
  - Alessio Boni – Quando sei nato non puoi più nasconderti
  - Fabio Volo – La febbre
- 2006
  - Alessio Boni – Arrivederci amore, ciao
  - Silvio Orlando – Il caimano
  - Giorgio Faletti – Notte prima degli esami
- 2007
  - Raoul Bova – Io, l'altro
  - Valerio Mastandrea – Notturno bus
  - Giorgio Pasotti – L'aria salata
- 2008
  - Lando Buzzanca – I Viceré
  - Elio Germano – Nessuna qualità agli eroi
  - Toni Servillo – La ragazza del lago
- 2009
  - Toni Servillo – Gomorra
  - Libero De Rienzo – Fortapàsc
  - Antonio Albanese – Questione di cuore

### Anni 2010-2019
- 2010
  - Christian De Sica – Il figlio più piccolo
  - Pierfrancesco Favino – Cosa voglio di più
  - Valerio Mastandrea – La prima cosa bella
- 2011
  - Raoul Bova – Nessuno mi può giudicare
  - Elio Germano – La nostra vita
  - Toni Servillo – Gorbaciof
- 2012
  - Elio Germano – Magnifica presenza
  - Adriano Giannini – Sandrine nella pioggia
  - Valerio Mastandrea – Romanzo di una strage
- 2013
  - Alessandro Gassmann – Razzabastarda
  - Aniello Arena – Reality
  - Luca Marinelli – Tutti i santi giorni
  - Valerio Mastandrea – Gli equilibristi
  - Toni Servillo – La grande bellezza
- 2014
  - Antonio Albanese – L'intrepido
  - Giuseppe Battiston – Zoran - Il mio nipote scemo
  - Fabrizio Bentivoglio – Il capitale umano
  - Alessandro Roja – Song'e Napule
  - Filippo Timi – I corpi estranei
- 2015
  - Luca Zingaretti – Perez.
  - Diego Bianchi – Arance & martello
  - Gianni Di Gregorio – Buoni a nulla
  - Fabrizio Ferracane – Anime nere
  - Francesco Scianna – Latin Lover
- 2016
  - Elio Germano – Alaska
  - Giuseppe Battiston – Perfetti sconosciuti
  - Libero De Rienzo – La macchinazione
  - Giorgio Panariello – Uno per tutti
  - Claudio Santamaria – Lo chiamavano Jeeg Robot
- 2017
  - Jacopo Barzaghi – Tiro Libero
  - Stefano Accorsi – Veloce come il vento
  - Carlo Delle Piane – Chi salverà le rose?
  - Luca Marinelli – Il padre d'Italia
  - Michele Riondino – La ragazza del mondo
- 2018
  - Luca Marinelli – Una questione privata (ex aequo)
  - Toni Servillo – La ragazza nella nebbia (ex aequo)
  - Claudio Santamaria – Brutti e cattivi
  - Massimo Popolizio – Sono tornato
  - Giuliano Montaldo – Tutto quello che vuoi
- 2019
  - Alessandro Borghi – Sulla mia pelle
  - Marcello Fonte – Dogman
  - Pierfrancesco Favino – Il traditore

### Anni 2020
- 2020: 
  - Pierfrancesco Favino – Hammamet[1]
  - Elio Germano – Volevo nascondermi
  - Luca Marinelli – Martin Eden
- 2021:
  - Kim Rossi Stuart – Cosa sarà
  - Elio Germano – L'incredibile storia dell'Isola delle Rose
  - Renato Pozzetto – Lei mi parla ancora
- 2022:
  - Silvio Orlando – Ariaferma
  - Toni Servillo – Qui rido io
  - Pierfrancesco Favino – Nostalgia
- 2023:
  - Edoardo Leo – Mia
  - Pierfrancesco Favino – L'ultima notte di Amore
  - Alessandro Borghi – Le otto montagne